# Nunziatella
Nunziatella a neve a nápolyi katonai akadémiának. A Chiaramonte-dombon áll, a Nápolyi-öböl felett, a város Chiaia, Mergellina és Posillipo kerületei között. Fekvésének és erős vörös színének köszönhetően kitűnik a város többi épülete közül. Nevét az akadémia épületkomplexumához csatolt templomról kapta – magyar fordításban  „Az angyali üdvözlet kis temploma”.
Az akadémiát 1787-ben IV. Ferdinánd alapította a Nápolyi Királyság katonái számára. Az épület már 1588-ban létezett, ekkor Anna Mendozza Marchesana della Valle nemesasszony birtokolta. Ő később a jezsuitáknak ajándékozta. Vallási szerepet töltött be a 18. század közepéig, amikor a jezsuitákat kiűzték Nápolyból. 
Az 1861-es újraegyesítést követően az akadémia megtartotta kiképző funkcióját, de most már az egyesült Olasz Királyság védelmére képezte a katonákat.Leghíresebb kadettje II. Viktor Emánuel olasz király volt.